# Трансгуманистическая партия США
Трансгуманистическая партия США (англ. U.S. Transhumanist Party, USTP) — политическая партия Соединённых Штатов. Её политическая платформа основывается на идеях и принципах трансгуманистической политики, такие как улучшение человека, права человека, наука, продление жизни, технологический прогресс. Была основана в октябре 2014 года Золтаном Иштваном, в настоящий момент на посту председателя партии находится Геннадий Столяров II, кандидатом в президенты является Чарли Кам и кандидатом в вице-президенты Элизабет Пэрриш.

## Платформа
Главный принцип USTP — необходимо вкладывать больше средств в исследования по продлению человеческой жизни и в исследования по уменьшению риска глобальной катастрофы. Более общей целью, является увеличение осведомлённости среди общественности о том, как технологии могут улучшить человека. Демократические трансгуманисты и либертарианские трансгуманисты не сошлись в вопросе в роли правительства для общества, но согласованно выступают за то, что законы не должны стеснять технологический прогресс человечества.
Трансгуманистическая партия США также выступает за права ЛГБТ и легализацию секс-услуг.
В плане внешней политики и национальной обороны, партия выступает за перераспределение расходов от ведения внешних войн на использование денег внутри страны. Партия также отстаивает позицию, что нужно анализировать существующие риски и превентивно к ним готовиться, стоит больше внимания уделять устранению опасных болезней и проактивно заниматься недопущением злоупотреблений в плане технологий, таких как нанотехнологии, искусственные вирусы и искусственный интеллект.